# Бурения пойменная
Бурения пойменная (лат. Buerenia inundata) — гриб рода Бурения (Buerenia) из семейства Протомициевые (Protomycetaceae), паразит растений семейства Зонтичные (Apiaceae).

## Морфология
Вызывает у заражённого растения появление округлых галлов размерами до 0,2 мм на черешках и листьях, реже на стеблях.
Аскогенные клетки (см. Протомициевые#Морфология) почти шаровидные, размерами (40)60—70 мкм, светло-коричневые, с оболочкой толщиной до 3 мкм. Аскоспоры формируются в аскогенных клетках, после освобождения группируются в пары. Размеры аскоспор 3,5—4,5×3 мкм.

## Жизненный цикл
Жизненный цикл бурении пойменной был подробно изучен в 1960-х—1970-х годах.
Аскогенные клетки прорывают эпидермис растения и таким образом высвобождаются, затем без периода покоя и без образования синаска (см. Протомициевые#Морфология) формируют аскоспоры. Зрелые аскогенные клетки имеют размеры до 500 мкм и содержат 100—300 ядер, которые делятся мейозом и образуют до 1000 одноядерных аскоспор, которые располагаются на периферии аскогенной клетки, а центр её занимает вакуоль.
Аскоспоры перед прорастанием спариваются, причём имеются аскоспоры двух противоположных типов спаривания (простой биполярный гетероталлизм). Диплоидная клетка, образовавшаяся в результате спаривания, прорастает мицелием и заражает растение, распространяясь по межклетникам.

## Географическое распространение и хозяева
Бурения пойменная встречается в Западной Европе, известна на Британских островах, во Франции, Германии и Швейцарии. Впервые была описана во Франции на Apium nodiflorum, также заражает другие виды сельдерея (Apium), виды моркови (Daucus) и поручейника (Sium).